# Élections sénatoriales de 1998 en Corrèze
Les élections sénatoriales en Corrèze ont eu lieu le dimanche 27 septembre 1998. 
Elles ont eu pour but d'élire les sénateurs représentant le département au Sénat pour un mandat de neuf années.

## Contexte départemental
Lors des élections sénatoriales du 24 septembre 1989 en Corrèze, un sénateur UDF-Rad et un RPR ont été élus, Georges Mouly et Henri Belcour.
Depuis, tous les effectifs du collège électoral des grands électeurs ont été renouvelés, avec les élections législatives françaises de 1997, les élections régionales françaises de 1998, les élections cantonales de 1994 et 1998 et les élections municipales françaises de 1995.

## Sénateurs sortants
| Sénateur | Sénateur      | Parti | Fonctions lors de l'élection en 1989                                 |
| -------- | ------------- | ----- | -------------------------------------------------------------------- |
|          | Georges Mouly | UDF   | Sénateur sortant, conseiller général, maire de Saint-Priest-de-Gimel |
|          | Henri Belcour | RPR   | Sénateur sortant, conseiller géneral, maire d'Ussel                  |

## Présentation des candidats
Les nouveaux représentants sont élus pour une législature de 9 ans au suffrage universel indirect par les 740 grands électeurs du département. 
En Corrèze, les sénateurs sont élus au scrutin majoritaire à deux tours.
| Candidats | Candidats               | Parti | Principale fonction                                                  |
| --------- | ----------------------- | ----- | -------------------------------------------------------------------- |
|           | Michel Julien           | PCF   | Adjoint au maire de Rosiers-d'Égletons                               |
|           | Maurice Vareille        | PCF   | Maire de Voutezac                                                    |
|           | Jean Boinet             | PS    | Maire de Rosiers-d'Égletons                                          |
|           | Jean-Claude Yardin      | PS    | Conseiller général, maire de Saint-Solve                             |
|           | Georges Mouly           | UDF   | Sénateur sortant, conseiller général, maire de Saint-Priest-de-Gimel |
|           | Michel Lautrette        | RPR   | Maire de Lamongerie                                                  |
|           | Gilles Pégourier        | RPR   | Conseiller municipal d'Ussel                                         |
|           | Bernard Murat           | RPR   | Maire de Brive-la-Gaillarde                                          |
|           | Marie-Madeleine Bonneau | FN    |                                                                      |
|           | Francis Ducreux         | FN    | Conseiller régional                                                  |

## Résultats
|                | Georges Mouly           | UDF            | 466 | 63,84  |  |  |
|                | Bernard Murat           | RPR            | 404 | 55,34  |  |  |
|                | Jean-Claude Yardin      | PS             | 158 | 21,64  |  |  |
|                | Jean Boinet             | PS             | 134 | 18,36  |  |  |
|                | Maurice Vareille        | PCF            | 88  | 12,05  |  |  |
|                | Michel Julien           | PCF            | 88  | 12,05  |  |  |
|                | Gilles Pégourier        | RPR            | 65  | 8,90   |  |  |
|                | Michel Lautrette        | RPR            | 10  | 1,37   |  |  |
|                | Francis Ducreux         | FN             | 5   | 0,68   |  |  |
|                | Marie-Madeleine Bonneau | FN             | 5   | 0,68   |  |  |
|                |                         |                |     |        |  |  |
| Inscrits       | Inscrits                | Inscrits       | 740 | 100,00 |  |  |
| Abstentions    | Abstentions             | Abstentions    | 4   | 0,54   |  |  |
| Votants        | Votants                 | Votants        | 736 | 99,46  |  |  |
| Blancs et nuls | Blancs et nuls          | Blancs et nuls | 6   | 0,82   |  |  |
| Exprimés       | Exprimés                | Exprimés       | 730 | 99,18  |  |  |